# Power-on self-test
Der Power-on self-test (englisch), kurz POST, ist ein Selbsttest, den Geräte mit elektronischer Steuerung, wie Computer, Videoprojektoren oder Antiblockiersysteme, nach dem Einschalten durchführen. Beim Hochfahren wird geprüft, ob die grundlegenden Komponenten des Gerätes funktionsfähig sind.
Eventuell auftretende Fehler werden dem Benutzer des Gerätes mitgeteilt. Bei x86-PCs erfolgt das in Form charakteristischer, teils standardisierter BIOS-Signaltöne oder auf dem angeschlossenen Bildschirm. Bei einem Videoprojektor können Fehlerzustände mittels roter LEDs dargestellt werden, Waschmaschinen wiederum können beispielsweise Fehler auf einer 7-Segment-Anzeige darstellen (z. B. E, gefolgt von einer Nummer). Geräte, die kein eigenes Interface besitzen, können entsprechende Fehler dem zugehörigen übergeordnetem System weiterreichen (ein Fehler im Antiblockiersystem eines Autos wird so weitergereicht, so dass es im Armaturenbrett dargestellt ist).
Vom POST abzugrenzen ist der Built-in self-test, der im Rahmen der Produktion aktivierbare Selbsttest eines einzelnen elektronischen Bauteils wie einem Prozessor.

## POST bei Personal Computern

### Ablauf
Der POST wird vom BIOS/UEFI durchgeführt. Dabei handelt es sich um das erste Programm, das der Computer nach dem Einschalten ausführt.
Der POST lässt sich in einzelne Schritte einteilen. Die folgenden Schritte sind Teil jedes POST:
1. Überprüfung der Funktionsfähigkeit der CPU (bei Multiprozessor-Systemen der ersten CPU)
2. Überprüfung der CPU-nahen Bausteine
3. Überprüfung des CMOS-RAM (Prüfsummen-Bildung)
4. Überprüfung des CPU-nahen Cache-Speichers
5. Überprüfung der ersten 64 Kilobyte des Arbeitsspeichers
6. Überprüfung des Grafikspeichers und der Grafik-Ausgabe-Hardware/Software

Danach kann die Grafikkarte in Betrieb genommen werden. Die weiteren Tests werden daher meist auf dem Bildschirm sichtbar gemacht:
- Überprüfung des restlichen Arbeitsspeichers – dieser Schritt kann bei manchen BIOS durch einen Tastendruck übersprungen werden
- Überprüfung der Tastatur
- Überprüfung von weiterer Peripherie, u. a. Diskettenlaufwerke und Festplatten

Während des POST gibt es normalerweise eine Möglichkeit, ein BIOS-Setup-Programm aufzurufen, um Systemeinstellungen zu verändern.
Da die jeweilige Implementierung des POST von BIOS zu BIOS variieren kann, können weitere Punkte hinzukommen oder einige der genannten Punkte entfallen. Manche Tests, etwa für Diskettenlaufwerke oder die vollständige Prüfung des Arbeitsspeichers, können im BIOS-Setup auch abgeschaltet werden.

### Fehlermeldungen
Das BIOS meldet Fehler, die während des POST erkannt werden, direkt. Ist das Grafiksystem schon geprüft und in Betrieb, so erfolgt die Meldung auf dem Bildschirm; andernfalls erfolgt die Meldung oft durch akustische oder visuelle Signale über den Systemlautsprecher oder das Blinken einer eventuell vorhandenen Statusanzeige. Die Signale in unterschiedlicher Dauer und Häufigkeit zeigen die Art des Fehlers an. Ihre Bedeutung hängt vom Hersteller des BIOS ab.

### Ausgabe mittels POST-Card

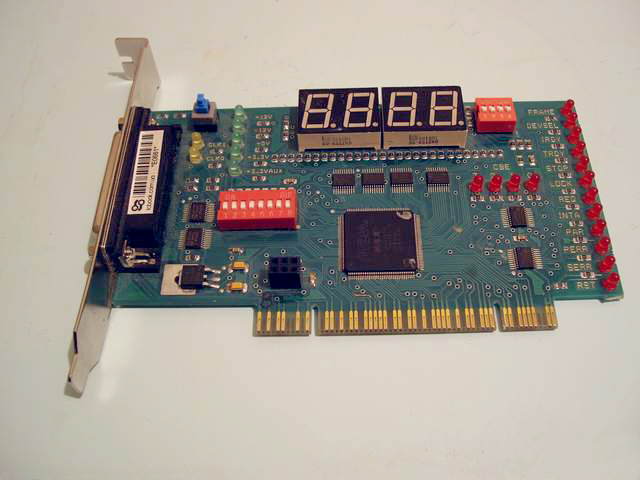
Eine POST-Karte für den PCI-Bus

Eine detailliertere Diagnose ist mit einer POST-Card möglich, einer Steckkarte, die mit Hilfe von Leuchtdioden oder einer Ziffernanzeige den aktuellen Status des POST anzeigt. Bleibt die Anzeige beim Booten auf einem Wert stehen, kann man das Problem mit Hilfe einer zum Mainboard gehörenden Fehlercodetabelle ermitteln. Die Werte wurden ursprünglich fortlaufend von 0x00h (bei Fehlern gleich beim Ausführen der ersten BIOS-Befehle auf der CPU) bis 0xFFh (POST beendet) auf dem I/O-Port 0x80h ausgegeben. Abhängig vom verwendeten BIOS und teils auch der verwendeten Hardware kann sowohl die Reihenfolge als auch die Bedeutung der angezeigten Codes stark voneinander abweichen.